# Cederholmaren

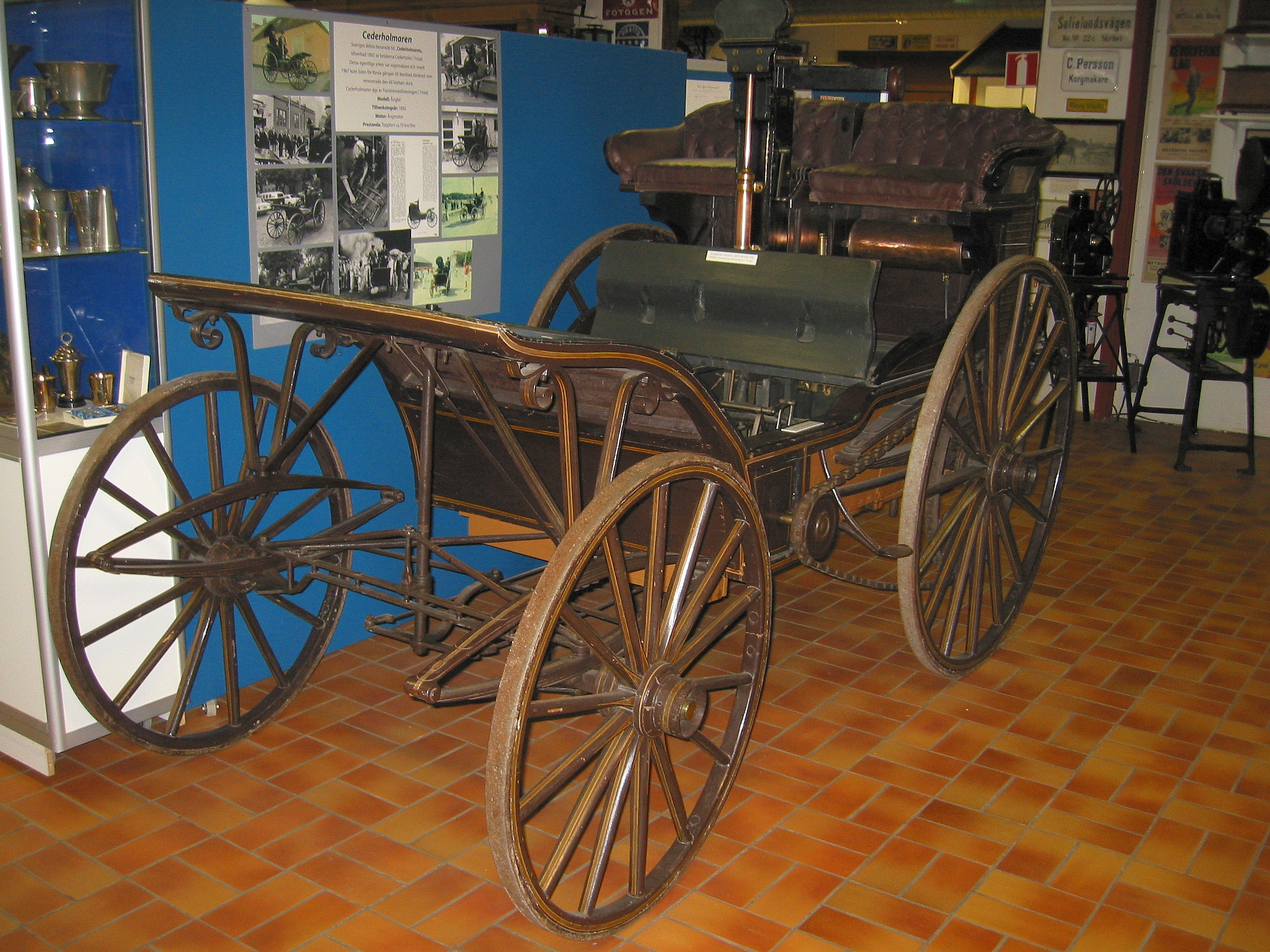
Cederholmaren på Johannamuseet.

Cederholmaren är en hemmabyggd ångdriven bil, som byggdes i Ystad 1892–1894. Den byggdes av två bröder Cederholm, Anders (1858–1925) som var smed och Jöns (1855–1925) som var målare och initiativtagare. Till sin hjälp hade de en vagnmakare, Eliasson, som tillverkade sätet och en del trädetaljer.
Bröderna byggde två ångdrivna bilar, den första var mycket svårstyrd och saknade bromsar, den gick sönder på premiärturen och de körde av vägen med den. De återanvände delar till det andra  förbättrade bygget. bättre. Den hade bättre styrning och bland annat differential, vilket den första saknade. Bröderna företog en del nöjesresor med bilen, bland annat till Ystads sandskog där de hade en sommarstuga. Bilen hade stora problem med driftsäkerheten, och deras fordon blev mest utsatt för ystadbornas skämt och blev snart stående.
Bilen renoverades av Manfred Almquist (1911–1996) och fanns under många år på Johannamuseet i Skurup. Den ägs nu av Ystads fornminnesförening och visades på Ystads militärmuseum från 2013 till 2023 då museet stängde. Därefter flyttades den till Teknikens och Sjöfartens hus i Malmö.
Cederholmaren är i körbart skick och brukar sägas vara den äldsta svensktillverkade ännu existerande bilen.

### Note
1. 1 2 3  Ekström, Gert (1989). ”Den första svenskbyggda bilen”. Dædalus -Tekniska museets ärsbok 1989/90(58),:  sid. 160-172. ISSN 0070-2528. https://digitalamodeller.cdn.triggerfish.cloud/daedalus/bocker/Daedalus%201989-90.pdf. Libris 2834633
2. ↑  ”Vilken var den första svenska bilen?”. Allt om vetenskap, nummer 1 2018. Arkiverad från originalet den 1 mars 2018. https://web.archive.org/web/20180301050302/http://www.alltomvetenskap.se/nyheter/vilken-var-den-forsta-svenska-bilen. Läst 28 februari 2018.
3. ↑  Automobilens historia, John Nerén s. 316-317.
4. ↑  Cecilia Billgren (23 mars 2024). ”Sveriges äldsta bil hånades av Ystadsborna – ”En gång körde han in i ett hus””. Ystads Allehanda. https://www.ystadsallehanda.se/ystad/sveriges-aldsta-bil-hanades-av-ystadsborna-har-fatt-ny-hedersplats/. Läst 1 september 2024 (via Mediearkivet).
5. ↑  ”Här provkörs världsunika ångvagnen i Nyköping – så fungerar den”. SVT Nyheter. 2 juni 2024. https://www.svt.se/nyheter/lokalt/sormland/har-provkors-varldsunika-angvagnen-i-nykoping-sa-fungerar-den. Läst 1 september 2024.